# Pattadon Jan-Ngern
Pattadon Jan-Ngern (พัทธดนย์ จันทร์เงิน), noto anche con lo pseudonimo di Fiat (เฟียต) (Chiang Mai, 22 ottobre 1996), è un attore thailandese.

## Biografia
È principalmente conosciuto al cinema per l'interpretazione di Tee in Grean Fictions (2013), ricevendo diverse candidature a premi; ha ripreso lo stesso ruolo l'anno successivo nella serie Grean House - The Series, seguito del film. Ha inoltre interpretato Grade in Slam Dance - Thum fan sanan flo (2017), Dae in SOTUS S: The Series (2017-2018) e Korn in The Gifted - Nak rian phalang kif.
Ha studiato al Montfort College dalle elementari alle superiori, mentre attualmente è in facoltà di scienze della comunicazione, specializzazione in film e media digitali, all'Università Sripatum.

## Filmografia

### Cinema
- Grean Fictions, regia di Chookiat Sakveerakul (2013)
- Love Among Us, regia di Arunsak Ongla-or (2014)
- Rak Saraphap - Love Confession, regia di Kritidet Sinjoemsiri (2015)

### Televisione
- Carabao - The Series - serie TV (2013)
- Grean House - The Series - serie TV, 13 episodi (2014-2015)
- Little Big Dream - Khwam fan an sungsut - film TV (2016)
- U-Prince Series - serie TV (2017)
- Slam Dance - Thum fan sanan flo - serie TV (2017)
- SOTUS S: The Series - serie TV, 13 episodi (2017-2018)
- The Gifted - Nak rian phalang kif - serie TV, 13 episodi (2018)

## Discografia

### Singoli
- 2018 - Soo sah (con Harit Cheewagaroon e Phuwin Tangsakyuen)[4]

## Premi e candidature
Starpics Thai Films Awards
- 2013 - Candidatura Miglior attore per Grean Fictions

Suphannahong National Film Awards
- 2013 - Candidatura Miglior attore per Grean Fictions

Bangkok Critics Assembly Awards
- 2013 - Candidatura Miglior attore per Grean Fictions